# 1914. szeptember 22-ei ütközet
Az 1914. szeptember 22-ei ütközet avagy Weddigen nagy tette (Großtat von Weddigen) az Otto Weddigen sorhajóhadnagy parancsnokolta U 9 jelzésű német tengeralattjárónak a holland partok közelében végrehajtott megsemmisítő támadássorozata volt egy brit cirkálóraj ellen az első világháború elején, aminek során az egység három, elavultnak számító páncélos cirkálója megsemmisült nagy emberveszteséggel. A közelben lévő holland és brit kereskedelmi hajók több száz túlélőt tudtak kimenteni a vízből, de a cirkálók legénységének csaknem kétharmada, 1459 fő a hajóikkal együtt odaveszett.
Nagy-Britanniában nagy felháborodást keltett a veszteség, ami erősen megtépázta a kormányzatba vetett bizalmat és a Királyi Haditengerészet nemzetközi hírnevét. Az esetet követően a világ minden haditengerészeténél újraértékelték az eddig pusztán védelmi és felderítési feladatok ellátására alkalmazhatónak tekintett tengeralattjárók hatékonyságát. Weddigen sikeréhez számos, részben szerencsés körülmény és a britek mulasztásai is hozzájárultak: a brit cirkálókat nem kísérték rombolók és nem tartották be a tengeralattjárókkal szembeni védekezés legfontosabb előírásait, mivel cikk-cakkban való haladás helyett egyenes vonalban, alacsony sebességgel haladtak és a vízzáró ajtókat nyitva hagyták. Ezen túl az elsőként találatot szenvedett cirkáló megsegítésére a két kísérője megállt, és még akkor sem hagyták el a helyszínt, mikor nyilvánvalóvá vált, hogy német tengeralattjáró tartózkodik a közelükben, könnyű célpontot kínálva így Weddigennek.
A küldetéséről visszatérő U 9 legénységét hősöknek kijáró tisztelettel fogadták Németországban. A tengeralattjáró akciója mindössze 90 percet vett igénybe és ez idő alatt hat torpedó kilövésével nagyobb kárt okozott a briteknek, mint azoknak egy egész flottaköteléke okozott a németeknek egy hónappal korábban a helgolandi csatában.

## Előzmények

### A brit haderő és feladatai

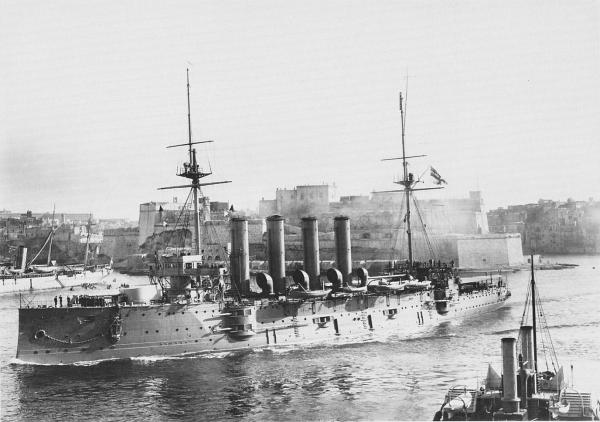
Az Aboukir Máltán

A Weddigen által elsüllyesztett páncélos cirkálók az Arthur Christian ellentengernagy vezette Southern Force-hoz (Déli Különítmény; Déli Haderő) tartoztak, mely egység Anglia északi-tengeri partvidékének déli részén rendelkezett támaszpontokkal. Ez a haderő a 7. cirkálórajból (Campbell ellentengernagy), az Amethyst könnyűcirkálóból, az 1. és 3. rombolóflottillákból valamint a 8. (nagy hatótávolságú) tengeralattjáróflottilla 10 tengeralattjárójából állt, mely utóbbi vezérhajója a Fearless könnyűcirkáló volt.
A Temze torkolatáról bevetéseire induló 7. cirkálórajt már elavultnak minősülő páncélos cirkálók, a Cressy-osztály négy egysége alkotta: a Bacchante, az Aboukir, a Hogue és a Cressy. A szintén ehhez az osztályhoz tartozó Euryalust Christian ellentengernagy saját zászlóshajójaként alkalmazta. (Az osztály hatodik egysége, a Sutlej a 9. cirkálórajhoz lett beosztva és ekkor az atlanti vizeken szolgált). Ezt a Cruiser Force” C („C” cirkálóraj avagy cirkálókülönítmény) is nevezett egységet H. H. Campbell ellentengernagy vezette. A hajók legénysége a rajt az „öngyilkos rajnak” (suicide squadron) illetve „élő csali rajnak” (live bait squadron) nevezte, egyrészt mert a hajók elavultak voltak és tartalékosokból állt a legénysége, másrészt pedig az a szóbeszéd terjedt el köztük, hogy ezeket a régi hajókat azért cirkáltatják lent a déli vizeken, hogy a német flottát kiküldjék ellenük és így az északon állomásozó brit főerők a visszavonulási útvonalukat elvágva lecsaphassanak a németekre – akár a cirkálóraj elvesztése árán is.
Habár egyik páncélos cirkáló sem volt idősebb 15 évesnél és ezzel nem számítottak kimondottan régi egységeknek, a megépítésük óta a hadihajók jelentős technológiai fejlődésen mentek át. Miután kétségek merültek fel e hajóknak a német páncélos cirkálókkal (Prinz Adalbert, Roon) szemben való sebezhetőségét illetően, olyan másodrendű feladatokkal bízták meg őket, amelyek teljesítése közben az ellenséges modern hadihajókkal való találkozás valószínűtlen volt. Ilyennek ítélték meg a harwichi rombolóflottillák (Harwich Force) támogatását.
A Harwich Force hajóinak, „az ellenséges torpedónaszádoktól és rombolóktól mentes 54. szélességi körtől délre lévő területen” kellett járőrözniük, ennek során nap közben a „C” cirkálókülönítmény támogatta őket. A harwichi őrjárat (Harwich Patrol) figyelte a Dogger-padot (a Doggerbankot) és az ettől délre lévő Széles Tizennégyesek (Breeveertien) vizeit, hogy a német hadihajók La Manche irányába való esetleges előretörését felderítsék. Az 1914. július 28-ai hadparancsok, melyek a háború előtti doktrína alapján a tengeralattjárók jelentette veszély helyett a rombolók általira helyezték a hangsúlyt, továbbra is érvényben maradtak. Ennek megfelelően a cirkálók nap közben rendszerint közelebb voltak a Dogger-padhoz, míg éjszaka – csökkentve egy rombolók általi támadás esélyét – délebbre hajóztak. A páncélos cirkálóknak a modern rombolóflottillákkal való együttműködése taktikailag azonban nem volt megoldható, ezért ezt a megoldást az admiralitás átmenetinek szánta és az újonnan elkészülő Arethusa-osztályú könnyűcirkálók szolgálatba állításáig tervezték alkalmazni, ami után visszavonták volna őket a térségből.

### A cirkálóraj küldetése

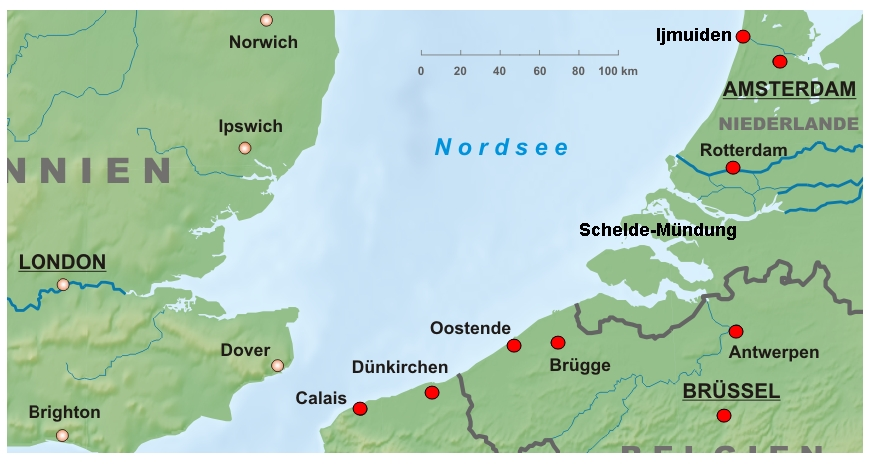
Az Északi tenger legdélebbi része, a brit 7. cirkálóraj őrjáratozási területének déli része

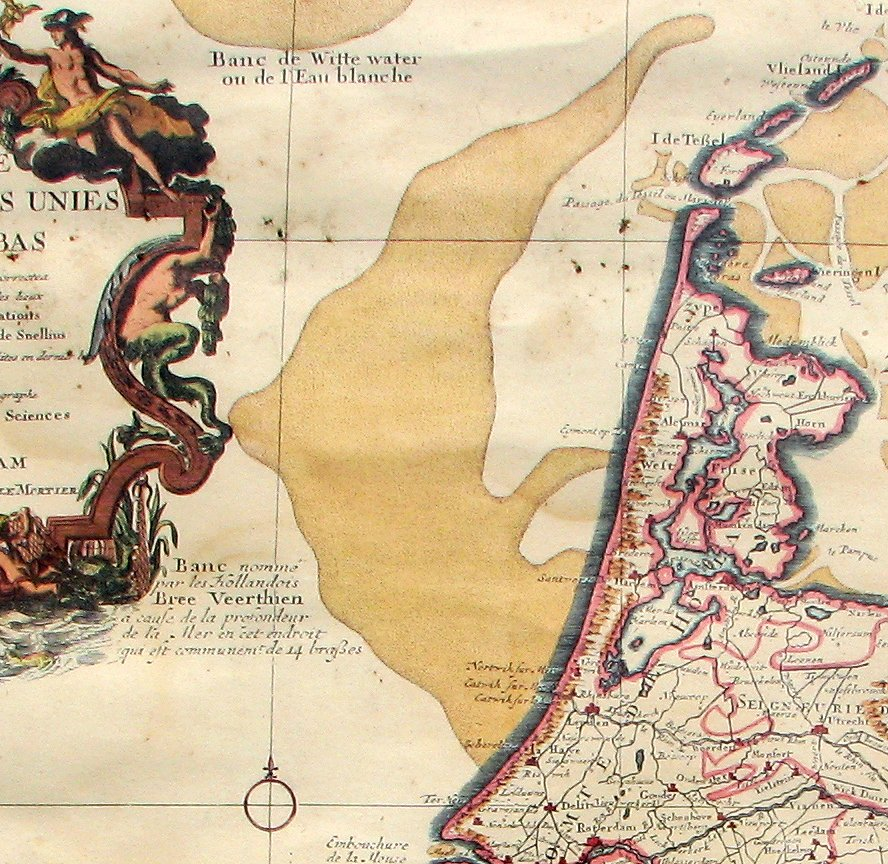
A Széles Tizennégyesek (Breeveertien) a holland partok előtt egy 1743-as térképen

Szeptember 16-án Christian ellentengernagy a 7. cirkálóraj egy részével (Bacchante, Cressy illetve Euryalus) a Dogger-pad környékén cirkált. Eközben az admiralitástól üzenetet kapott, melyben felvetették számára azt a lehetőséget, hogy az egyik cirkálóját a déli területre küldhetné át. Christian azonban nem kívánta az erőit megosztani, hanem azokat együtt tartva a Dogger-padtól délre helyezkedett, ahonnan mind az északi, mind a déli bevetési területet elérhette. Aznap este azonban mindkét rombolóflottillát visszarendelték a rossz idő miatt, így ezek támogatására nem lett volna szükség. Ugyanekkor a Cressy és a Bacchante kiváltak az őrjáratból, mivel előbbinek szenet kellett vételeznie, utóbbinak pedig dokkba kellett állnia. A leváltásukra a Hogue és az Aboukir érkezett a zászlóshajóhoz.
Szeptember 19-én délután Doverből útnak indult egy csapatszállítmány Dünkirchenbe, mely egy tengerészgyalogos-dandárt vitt át a kontinensre. Az admiralitás úgy határozott, hogy Christiant délebbre rendeli az általa ideálisnak vélt pozíciójából (a Dogger-pad déli részéről a Hoofdenre), hogy így biztosíthassa a csapatszállítmányt és az újra kifutó rombolóflottillák itt csatlakozhassanak hozzájuk amennyiben az időjárás jobbra fordul. Azzal, hogy délnek tartottak, a brit cirkálók közelebb kerültek a német támaszpontokhoz, így nőtt egyben a tengeralattjárók általi támadás esélye is.
Szeptember 20-án Christian cirkálóraja a Maas világítóhajóhoz érkezett, ahol ismét csatlakozott hozzá a szénfeltöltésről visszaérkezett Cressy. Ezt követően Christian az Euryalusszal kivált a rajból, hogy szenet vételezzen és megjavíttassa a vihar által megrongált szikratávíróját Sheernessben. Christian saját elmondása szerint az erős hullámzás miatt eredeti szándékának megfelelően nem tudott átszállni az Aboukirra, így a vezetést annak parancsnokának, John Drummond kapitánynak adta át az alábbi utasításokkal:

„Euryalus az Aboukirnak. Szeptember 20., d.e. 5.10. Az Euryalus d.e. 7 órakor Sheerness felé veszi az irányt amennyiben az admiralitás ezt engedélyezi és Ön fogja átvenni a Széles Tizennégyesek őrjáratát, ami három cirkálóval fog rendelkezni. Az őrjárat területe kiterjeszthető, de általánosságban véve az északi szélesség 51°45’ és 53°, keleti hosszúság 3°15’ illetve a Maas és Haak világítóhajókhoz vezető vonal határolja le. Amennyiben az időjárás ezt lehetővé teszi, a gyanús hajókra át kell szállni. Az éjszaka folyamán a hajóraj visszavonulhat délre és délnyugatra avagy folytathatja az őrjáratot. Az Amethyst hétfőn este (21-én) nagy valószínűséggel csatlakozni fog az őrjárathoz. Fontos, hogy amennyiben ellenséges cirkálók intéznének támadást az őrjárat ellen, utóbbi egységei gyorsan közelítsenek egymáshoz és soha ne kerüljenek a keresőfényeik vizuális észlelhetőségének határán kívülre egymástól és parancs nélkül is zárjanak össze, amennyiben a ködös időjárás állandósul.”

Fél órával később az ellentengernagy felhívta a figyelmet a tengeralattjárók elleni védekezés betartására:

„Euryalus mindenkinek. Szeptember 20, d.e. 5.40. Az Aboukir vezeti a járőrt a szénvételezéshez távozó Euryalus távollétében. Járőrözés közben és szétbontakoztatott formációban haladva az egyes hajók kapitányaira van hagyva a cikk-cakkban való haladás kivitelezése a tengeralattjárók elleni védelemként. A gyanús járművekre át kell szállni, különösképpen azokra, melyek északi és északkeleti irányból érkeznek. Az őrjárathoz jelen állás szerint nem fognak csatlakozni rombolók.”

A cirkálórajnak Drummond vezetésével így annak ellenére kellett folytatnia az őrjáratot, hogy továbbra is a tengeralattjárókkal szemben védelmet nyújtó rombolók nélkül volt és a terület sem kínált lehetőséget erős irányváltásokra északon a Königin Luise által telepített aknazár, délen pedig a holland partok közelsége miatt, ami növelte a tengeralattjárók jelentette fenyegetettség kockázatát. Christian úgy vélte, hogy ha a német tengeralattjárók észlelték is eddig a hajóit a Dogger-padnál, az új helyszínen még egy ideig nem találnak majd rájuk. Emellett úgy számolt, hogy a saját rombolói számára is kedvezőtlen időjárás a tengeralattjárók számára teljesen lehetetlenné tenné egy támadás kivitelezését. Az admiralitás üzenetei is azt sugallták, hogy a németek inkább szándékoznak északi irányban hadműveleteket végrehajtani, mint délen. A Christianhoz aznap beérkező egyik jelentés is arra utalt, hogy a dániai Esbjerg előtt északi irányba tartó német könnyűcirkálókat, rombolókat és tengeralattjárókat észleltek. Erre reagálva a brit főerőket tömörítő Grand Fleet a Flamborough Head–Horns Rev vonalig hajózott ki – anélkül, hogy ellenséges erőkkel találkozott volna.
Christian távozása előtt részletes útmutatást adott Drummondnak arról, hogy a tengeralattjárók elleni védelem érdekében miképpen kell vezetni a cirkálórajt. Tyrwhitt a cirkálók biztosításához azonnal készen állt a kifutásra, amint az idő jobbra fordult. A kedvező idő beálltával – majd szeptember 22-én hajnalban – a Falmouth-szal és nyolc rombolóval azonnal ki is futott.

### AzU 9küldetése

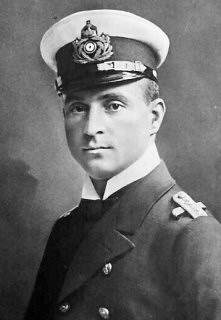
Otto Weddigen sorhajóhadnagy …

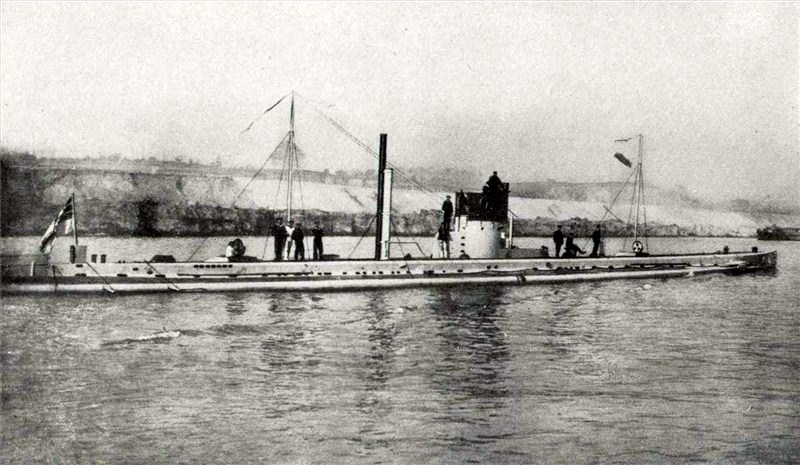
… és tengeralattjárója, az U 9

A brit csapatszállítmány előkészületei rejtve maradtak az Admiralstab előtt és csak szeptember 16-án küldte el a következő üzenetét – téves desztináció megadásával – a Nyílttengeri Flotta parancsnokságához:
„Jelenleg nagyobb csapatszállítás zajlik Ostende irányába. Megzavarása nagy jelentőséggel bír a szárazföldi hadsereg vezérkara számára. Megfontolásra ajánlom egy tengeralattjáróval való támadás lehetőségét a nehéz navigáció ellenére.”
A flottavezetés kérdésére, hogy honnan indulnak ezek a szállítmányok, az Admiralstab a következő információkat adta meg:
„Behajózási kikötő nem ismert bizonyosan, feltehetőleg Portsmouth, Folkestone, Dover. A Temze egyes vízi útjainak az admiralitás általi lezárása a kereskedelmi forgalom elől szeptember 15-től kezdődően a Temze igénybevételére utal.”
Ez alapján a tengeralattjárók számára a lehető legjobb kilátások biztosítása érdekében egy a West-Hinder világítóhajó és Ostende közötti várakozási területet jelöltek ki, ami még éppen a kikötő előtti veszélyes homokpadok előtt húzódott és amely területen mind a La Manche felől, mind a Temze felől érkező hajóknak át kellett haladnia.
Tengeralattjáró kiküldésére először csak szeptember 19-én kerülhetett sor a kedvezőtlen időjárás miatt és a feladatra Otto Weddigen sorhajóhadnagyot szemelték ki. A 33 éves tiszt a feleségének a soron következő bevetéséről röviden a következőket írta:
Helgoland, 1914. szeptember 19.
Holnap vasárnap, reggel 5 órakor az „U 9” teljesen egyedül, meghatározatlan időre kifut a tengerre. Egy megtisztelő megbízatást kell teljesítenie.
A tengeralattjárókhoz amúgy a német hadvezetés a háború elején nem fűzött vérmes reményeket. Az első hat hét során a fegyvernem 10 egységét küldték ki bevetésre, és kettő veszett oda közülük, miközben sikert a Pathfinder cirkáló elsüllyesztésén kívül nem tudtak felmutatni. Weddigen hajója, az 57,38 m hosszú, alámerülve 611 t vízkiszorítású, még petróleum-elektromos meghajtású U 9 1910-ben állt szolgálatba. Négy torpedóvetőcsővel rendelkezett, kettő-kettővel az orrba és a tatba beépítve, ezekhez hat torpedóval rendelkezett. Az U 9-nek először csak 1914 júliusában sikerült víz alatt utántöltenie egy torpedóvető csövet. Összesen 29 fő teljesített rajta szolgálatot.
Az U 9 szeptember 20-án 05:15-kor futott ki Helgoland szigetéről, épp akkor, mikor a brit cirkálóraj a Maas világítóhajóhoz ért. Az erős északnyugati szél és hullámzás miatt a tengeralattjáró olyannyira hánykódott még ekkor is, hogy az iránytű használhatatlanná vált és emiatt a délután folyamán már mélységmérő segítségével igyekeztek navigálni. A navigálás bizonytalan volt, ezért Weddigen déli irányba, a szárazföld felé vezette a hajóját, hogy így állapítsa meg merre jár. Szeptember 21-én 08:30-kor pillantotta meg Amelandot.
Északról ezután is 7-es erősségű szél fújt és az iránytű sem volt még elég pontos, de a partvonal alapján tudták folytatni az utat a Hoofden felé. Blielandot elhagyva a szél már hátulról fújt, ami jelentősen javított a tengeralattjáró helyzetén. A szárazföldhöz közel haladva 19:30-kor Scheveningen magasságában az U 9 alámerült egy gyanúsnak vélt jármű miatt. Weddigen ezután megpróbálta a tengerfenékre ültetni a hajóját, hogy némi pihenést biztosíthasson a legénységnek a kimerítő út után, de még 25 méteres mélységben is olyan erős volt a sodrás, hogy az U 9-et többször is arrébb vetette. Emiatt ismét fel kellett emelkedjenek és a felszínen a hullámzással szembe haladva töltötték az éjszakát. A német történetírás kiemeli, hogy Weddigen a mostoha körülmények ellenére is kitartott a feladat teljesítése mellett, holott még a brit rombolók is visszavonultak a támaszpontjaikra a vihar elől.

## Az „ütközet”

Az események menete Weddigen jelentése alapján

Szeptember 22-én 06:00-kor az időjárás lenyugodott és a három brit hadihajó 10 csomós sebességet tartva cirkált harántvonalban (in line abreast), egymástól két tengeri mérföldes távolságot (3,7 km) tartva a Maas és a Haaks világítóhajók között. Külön őrszemeket állítottak, akiknek a tengeralattjárók periszkópjait és hajók feltűnését kellett jelenteniük. A cirkálók mindkét oldalán egy-egy löveg állt harcra készen, hogy szükség esetén azonnal tüzet tudjanak nyitni.
A németek első alkalommal talán már éjfél után észlelték a briteket. Szeptember 22-én hajnali 01:00-kor a szél még mindig 5-ös erősséggel fújt, mikor a sötétben az U 9  egyik oldalán elsötétített hajók tűntek fel, amik elől az gyorsan alámerült. Óvatosságból a tengeralattjáró 15 m mélységben haladt tovább nyugatnak, hogy pirkadatkor jöjjön ismét a felszínre Scheveningentől nyugatra 22 tmf távolságra. Az északi szél eddigre alábbhagyott és kitisztította a levegőt. Az U 9 petróleummotorokkal haladva indult meg a Maas világítóhajója felé délnek, mikor 06:00-kor déli irányban árbócokat észleltek. Weddigen azonnal alámerült és periszkópján át állapította meg, hogy hadihajóról van szó, hamarosan pedig a két oldalán, tőle két-két tmf-re lévő kísérőjét is ki tudta venni, melyek mind négykéményes cirkálók voltak. Weddigen előbb úgy vélte, hogy egy nagyobb kötelék kísérői lehetnek és ezt kellene neki megtámadnia, de miután más hajók nem bukkantak fel, az utolsó pillanatban támadáshoz manőverezett.
Brit részről később hangsúlyozták, hogy egy külön tengeralattjáró-figyelő őrséget állítottak és mindkét oldalon egy-egy löveg volt harckész állapotban. A német történetírás észrevétele szerint ezek az intézkedések nem voltak megfelelőek. Számukra már az első békebeli gyakorlatok során egyértelműen világossá vált, hogy a torpedónaszádok miatti éjszakai őrséget a tengeralattjárók miatt nappal is mindvégig fenn kell tartani és emiatt a nyílt vizeken az őrszolgálat, a tűzvezetés, a lövegek és a kármentesítés legénységének a fele folyamatosan a helyén volt. A német értékelés szerint a tengeralattjárók miatt megkívánt állandó éberség a legvégsőkig megterhelte a tiszteket és beosztottjaikat, amit tovább fokozott az előző napok rossz időjárása is és mindez hozzájárult ahhoz, hogy a német tengeralattjáró észrevétlenül a brit cirkálók közelébe tudott kerülni.

### AzAboukirelsüllyesztése

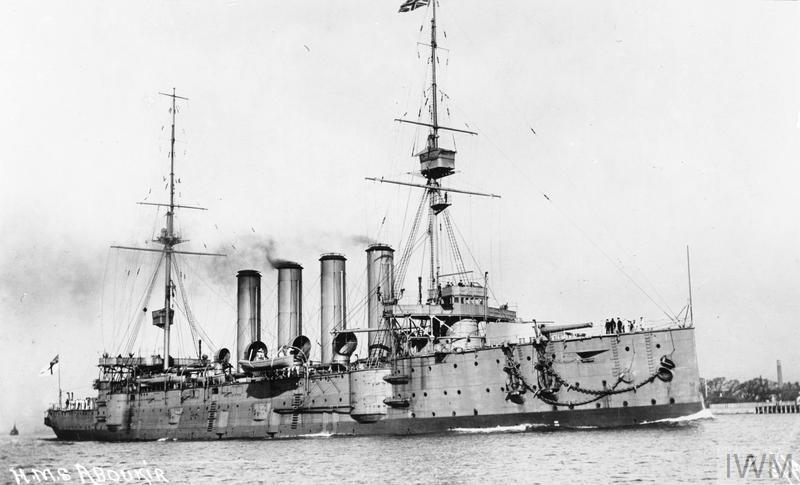
Az Aboukir Portsmouthban

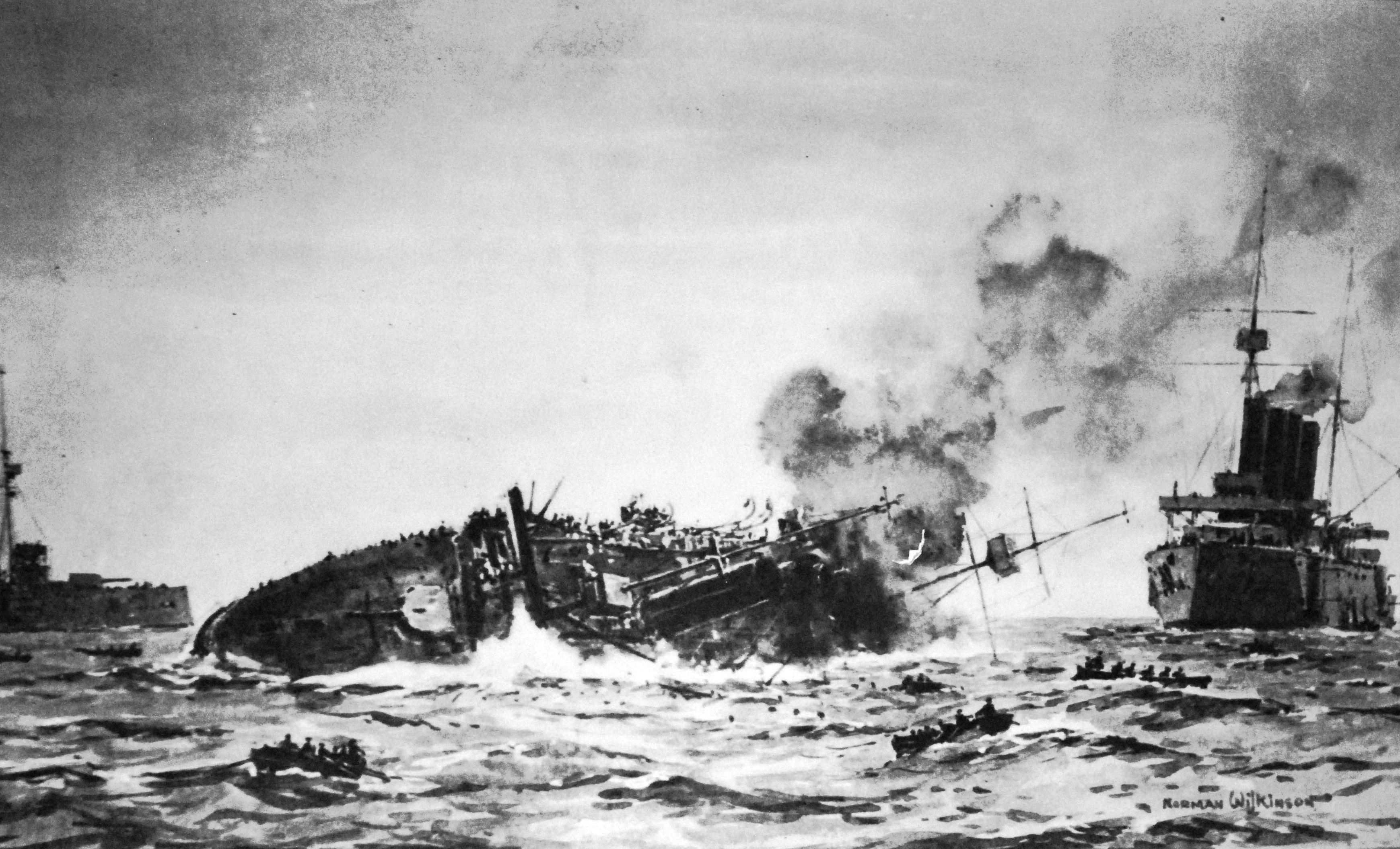
Az Aboukir elvesztése
(Norman Wilinson festménye)

Az U 9 07:20-kor (06:20 GMT) lőtt ki egy torpedót a középen haladó cirkálóra, az Aboukirra 500 m távolságból és a jobb oldalán közepén találta el azt. A találat következtében víz árasztotta el a géptermet és a hajó hajtóművei azonnal leálltak. A britek gondatlansága miatt az Aboukirt ért robbanás derült égből villámcsapásként hatott. Mivel nem észleltek tengeralattjárót, az Aboukir – és egyben a hajóraj – parancsnoka, Drummond kapitány először azt feltételezte, hogy a hajója aknára futott és a másik két hajóját segítségül hívta a mentéshez. Hamarosan azonban felismerte, hogy torpedótalálat érte, és ezt jelezte a másik két cirkálónak. Az Aboukir a találat után azonnal 20°-kal megdőlt, amit a túlsó oldal megfelelő rekeszeinek ellenárasztásával igyekeztek kompenzálni, de ennek ellenére gyorsan tovább dőlt. Ekkor sípjelekkel kiadták a „Mindenki hagyja el a hajót” parancsot. A két kutter közül csak az egyik maradt ép, a másikat a detonáció összezúzta. A csónakok többségét a háború kitörésekor a repeszhatások elkerülése végett leadták és a megtartott kettőt sem tudták vízre tenni, mivel nem állt rendelkezésre gőz a csörlők működtetéséhez. A legénység ezért úszva igyekezett elhagyni a hajót, ami 25 perccel a torpedótalálat után (07:45 KEI) átfordult és ezután még öt percig gerincével felfelé lebegett, mielőtt végleg elmerült.

### AzHogueelsüllyesztése

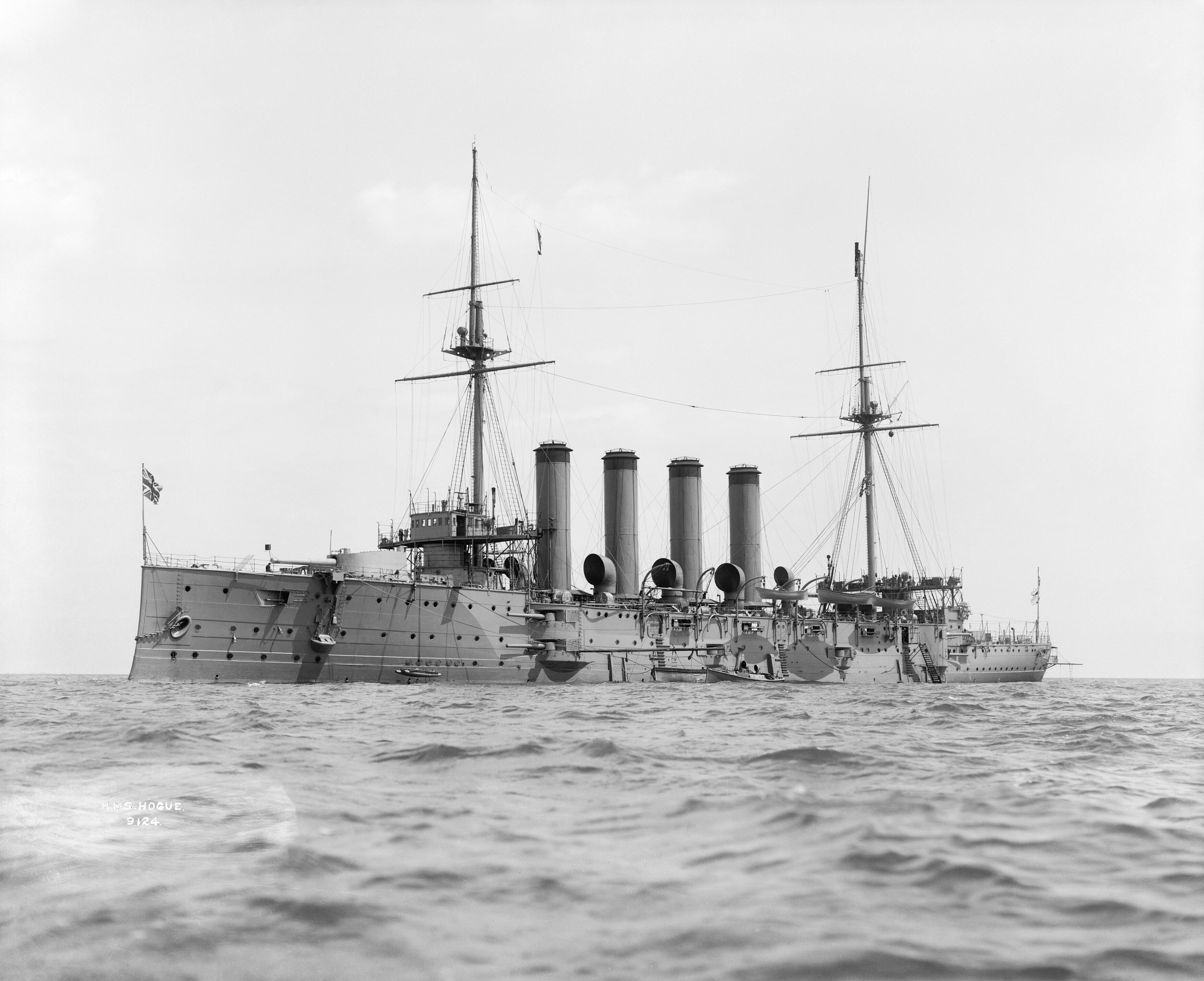
A Hogue lehorgonyozva

Miután Drummond azt jelezte, hogy torpedótalálat érte, Wilmot Nicholson kapitány a Hogue-on hezitált, mi tévő legyen, végül úgy döntött, a becsapódás túloldalára helyezkedik, amitől a saját hajójának megtorpedózására kisebb esélyt látott. Mindeközben Nicholson utasította a Cressy-t, hogy tartsa szemmel a vizet tengeralattjárók után fürkészve, míg maga a hajójával párszáz méterre megközelítette az Aboukirt azzal a szándékkal, hogy lassan a vízbekerült emberek közé manőverez és így próbálja őket menteni. A legénység egyik fele a lövegeket helyezte készenlétbe, míg a másik fele fa és vászontárgyakat készített elő, hogy azokat a vízben lévőkhöz dobják. Amint megállt a hajó, a csónakjait a vízre engedte.
Az U 9 a torpedó kilövése után alámerült, majd periszkópmélységig emelkedett, így Weddigen láthatta, ahogy a két másik cirkáló a megsérült társuk segítségére érkezik. A német parancsnok ismét támadáshoz manőverezett és a jobb szélen lévő cirkálóra, a Hogue-ra 07:55-kor (06:55 GMT) két torpedót lőtt ki 350 m távolságból. A brit leírások szerint ahogy a torpedók elhagyták a tengeralattjárót, annak hirtelen könnyebbé vált orra kiemelkedett a vízből. Ezt észrevették a Hogue-ról és a célba vett cirkálóról még az előtt tüzet nyitottak rá, hogy alámerült volna. Alig távolodtak el a csónakok a cirkálótól és a gépterem telegráfját épp előre menetbe állították, mikor a két torpedó eltalálta a bal oldalát. A brit állítások szerint a Hogue azonnal heves tüzet nyitott az észlelt támadóra és ez még akkor is tartott, mikor a tatrész már víz alá került. Weddigen ebből semmit nem érzékelt sem ekkor, sem pedig a Cressy elleni támadás alatt, ellenben a brit reakció elmaradását az általános megdöbbentségnek tudta be. A Hogue géptermeinek vízzáró ajtajai félig nyitva voltak, ezért hamar elárasztotta őket a víz, és mindössze öt perccel a torpedótalálatok után, miközben a csónakok a hajótöröttekkel a hajóikhoz visszafele igyekeztek, a Hogue-on felhangzott a „Mentse magát aki tudja!” (Every man for himself) parancs. A páncélos cirkáló átfordult, majd a torpedótalálatok után 20 perccel, 08:15-kor (07:15 GMT) elsüllyedt.

### ACressyelsüllyesztése

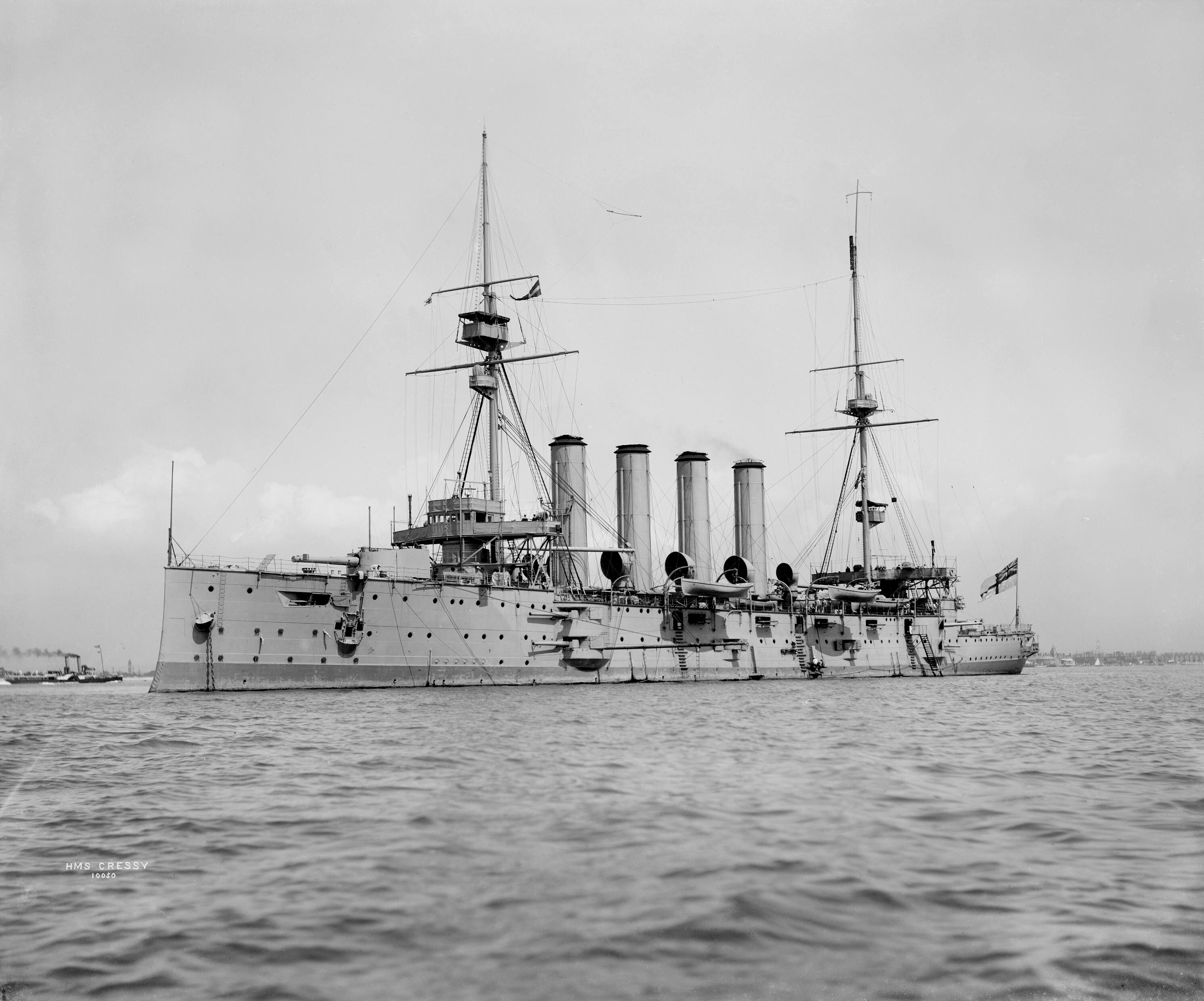
A Cressy páncélos cirkáló

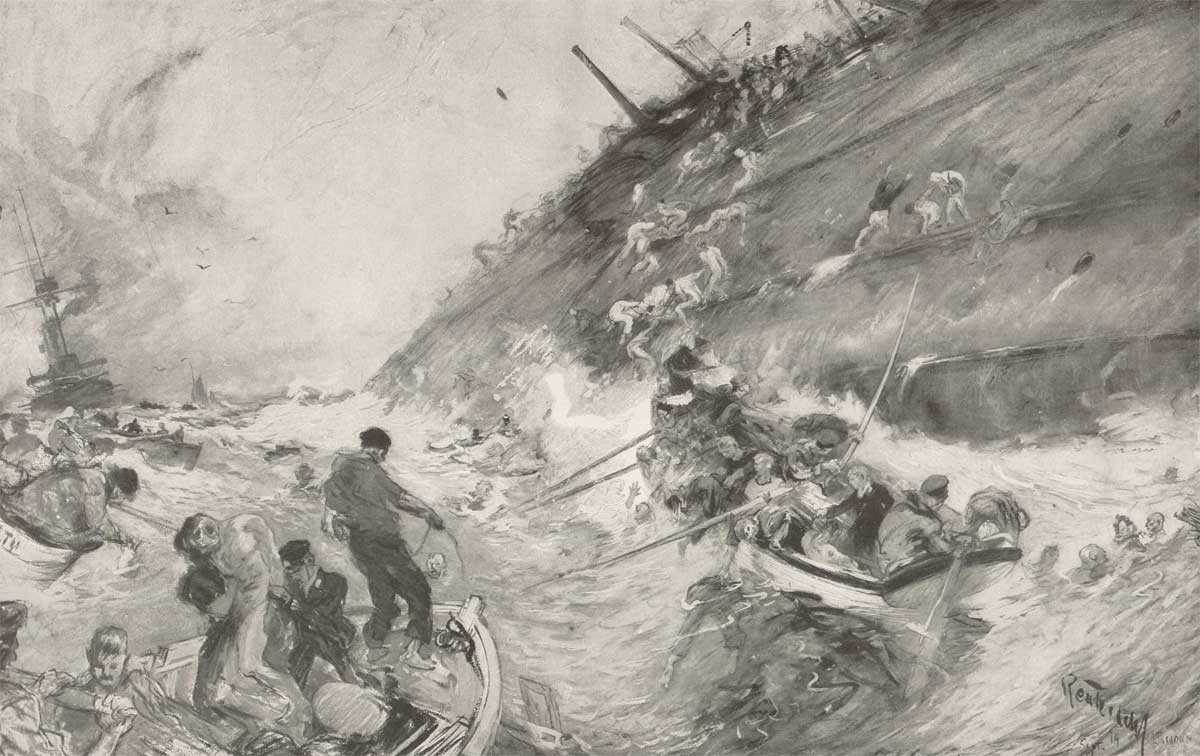
A süllyedő Cressy-t ábrázoló rajz
(Henry Reuterdahl alkotása)

Johnson kapitány a Cressy-vel az Aboukir bal oldalán, előtte két kábelnyire (370 m) állt meg miután azt a torpedótalálat érte, és a vízre tette a csónakjait. Az Aboukirhoz közelítő Hogue ekkor jelezte neki, hogy tartsa szemmel a vizet tengeralattjárók után kutatva. Amint a Hogue-ot is torpedótalálat érte, a Cressy-ről bal oldalt elől 300 yardra (275 m) egy tengeralattjárót véltek észlelni. Ez egy törmelékdarab lehetett, mivel az U 9 ekkor tőlük nagyjából egy mérföldre volt. A Cressy azonnal teljes sebességre kapcsolt és az észlelni vélt ellenség felé indult meg, hogy legázolja, közben pedig heves tüzet zúdított rá. Johnson kapitány ekkor rádión a koordinátákat megadva jelentette, hogy az Aboukir és a Hogue süllyedőben vannak (Aboukir, Hogue sinking, 52.18 N 3.41 E), majd röviddel rá sürgős segítséget kért. Az üzenet nagyjából a Hogue elsüllyedésekor érkezett az admiralitáshoz. Az idő jobbra fordulásával hajnalban kifutott Tyrwhitt ekkor már úton volt ide, de még 50 tmf távolságra volt. Az admiralitás nyolc rombolót a hozzá való csatlakozásra utasított, továbbá Christian ellentengernagy is az Amethyst fedélzetén ide igyekezett.
A német értékelés szerint felfoghatatlan, hogy a Cressy miért nem távolodott el még ekkor sem a helyszíntől, holott nem volt már kétség afelől, hogy ellenséges tengeralattjáró van a közelben. A parancsnoka elmulasztotta megtenni az egyetlen helyes dolgot, éspedig a sebességét növelve és cikk-cakkban haladva elhagyni a helyszínt, tekintet nélkül a vízben maradottakra. A mentőcsónakok között szinte mozdulatlan Cressy jobb oldalára 07:20-kor az U 9 két torpedót lőtt ki a tatban lévő torpedóvető csöveiből 1000 m távolságból. A cirkálóról, annak jobb oldalán észrevették a periszkópját, majd rögtön rá az egyik feléjük közeledő torpedó buborékjait is észlelték. Azonnal kiadták a „Mindkét hajtómű teljes erővel előre” parancsot, de még mielőtt a hajó elindulhatott volna, egy torpedó eltalálta a hátsó kéménye mögötti részen, egy másik pedig 20 lábbal (6 m) a tatja mögött suhant el. A nagy zűrzavarban a túloldalról is egy tengeralattjáró tornyának felbukkanását jelentették és ezután ez az oldal kapott nagyobb figyelmet, sőt a nem létező tornyot eltalálni vélték a tüzérek.
A vízzáró rekeszek ajtajait bezárták és az emberek feljöttek a fedélzetre. A hajó gyorsan megdőlt 10 fokkal, de ezt tartani tudta. A másik két hajó túlélőinek mentését ezért tovább folytatta.
Eközben Weddigen megfigyelte az elért találat hatásait, de csak némi hosszanti irányú kibillenést állapított meg, ezért az utolsó, orrban lévő torpedó felhasználása mellett döntött, hogy bebiztosítsa a cirkáló megsemmisítését. Ehhez megfordította az U 9-et és az utolsó torpedót is kilőtte 500 m távolságból 08:35-kor. Miközben a cirkáló a bal oldalán heves tüzet zúdított a nem létező ellenségre és a tüzérei épp ujjongásban törtek ki az elérni vélt találat miatt, az utolsó torpedó a hátsó híd mögött, a kazánok magasságában eltalálta a Cressy-t. Brit részről azt hitték, ezt már egy harmadik tengeralattjáró lőtte ki, amelyik a Hogue mögött rejtőzött eddig, mivel számukra úgy tűnt, ennek elsüllyedésének helye felett elhaladva érkezett a torpedó. Weddigen vázlata (lásd feljebb) szerint azonban nem volt ilyen átfedés, a Cressy-re kilőtt harmadik torpedót nagyjából ugyanabból az irányból indították útnak, mint az első kettőt, csak éppen jóval közelebbről. A második torpedótalálat után a Cressy a jobb oldalára borult és átfordult, még 15-20 perc hosszan a gerincével felfelé lebegett, mielőtt 08:55-kor (07:55 GMT) végleg elmerült. Ennek a páncélos cirkálónak a túlélői kerültek a legnehezebb helyzetbe, miután számukra már nem maradt mentőcsónak, mivel azokban a másik két cirkáló hajótöröttei ültek már.

### A hajótöröttek kimentése és további sorsa
Az eseményeknek szemtanúja volt két holland vitorlás halászhajó, de nem merték megközelíteni a Cressy-t aknáktól tartva. A bajba jutott cirkálók segélykérő rádiójelzéseit fogta Tyrwhitt, aki az időjárás jobbra fordultával ekkor már kifutott Harwichból. 09:30-kor a holland Flora gőzhajó megközelítette a helyszínt és 286 embert mentett ki a vízből. Egy másik gőzös, a Titan újabb 147 túlélőt mentett ki. További túlélőket vettek a fedélzetükre a Lowestoftból kihajózott Coriander és J.G.C. vitorlás halászhajók még mielőtt a rombolók 10:45-kor beérkeztek volna. Összesen 837 tengerészt sikerült kimenteni, de 1459 fő (köztük 62 tiszt) életét vesztette a hajók elsüllyedésekor, köztük Robert Johnson kapitány, a Cressy parancsnoka is. Az Aboukir 527, a Hogue 376 (avagy 378), a Cressy 560 halottat veszített. (Ezen források által az áldozatok számához közölt számainak összege 4-6 fővel több, mint az általánosan elfogadott 1459 fő. A különbség a később elhunyt sebesültekből adódhat.) A nagy emberveszteség, főleg miután családdal rendelkező tartalékos volt az elhunytak többsége, egész Nagy-Britanniát gyászba borította.
Az Aboukir egyik tengerésze, Wenman Wykeham-Musgrave (1899–1989) mindhárom cirkáló megtorpedózását túlélte. A lánya az elbeszéléseire így emlékezett vissza:
|  | „Akkor került a vízbe, mikor az Aboukir elsüllyedt és őrült tempóban úszott el onnan, hogy az örvénylés be ne szívja. Épp felért a Hogue fedélzetére, mikor megtorpedózták. Ezután átúszott a Cressy-re és ekkor ezt a hajót is megtorpedózták. Talált magának egy sodródó fadarabot, majd eszméletét veszítette, végül egy holland halászhajó vette fel.” |
|  | – Pru Bailey-Hamilton |

Wykeham-Musgrave túlélte a háborút és 1939-ben ismét csatlakozott a Királyi Haditengerészethez, ahol sorhajókapitányi (commander) rendfokozatig vitte.
Diplomáciai viták a hajótöröttek sorsáról

A Flora által kimentett 28 tisztet és 258 sorállományút a halászhajó IJmuidenben tette partra. A brit hajótöröttek ügye ezután nemzetközi bonyodalmat okozott. A vitát a hágai tengerészeti szerződés 15. cikkelyének eltérő értelmezési módja szülte, mivel a németek szerint Hollandiának eszerint internálnia kellett volna a brit tengerészeket, míg a brit értelmezés szerint ez csak azokra a személyekre vonatkozhatott volna, akiket egy hadviselő fél hajója szállít a semleges országba. Hollandia végül utóbbi értelmezést támogatta és szeptember 26-án a brit tengerészek visszatérhettek Nagy-Britanniába.
A hajóroncsok további sorsa

A cirkálók roncsainak pontos helye ismeretlen volt egészen az 1950-es évekig. Fellelésük után 1954-ben a brit kormányzat – nagy felháborodást keltve odahaza – eladta a három cirkáló roncsához fűződő jogait egy német vállalatnak, mely azt később egy holland cégnek adta tovább. A belőlük való értékes anyagok kiemeléséhez 2011-ben láttak hozzá.

## Az ütközet után

### A német tengeralattjáró(k) üldözése

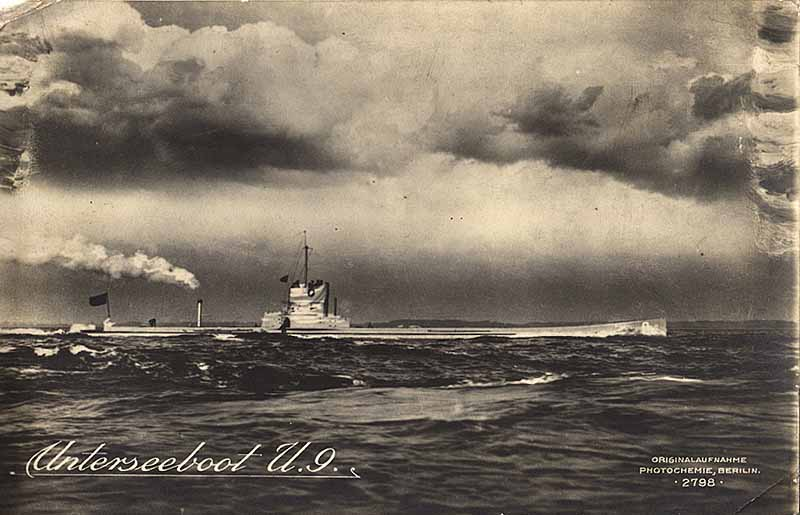
Az U 9 egy háború előtti képeslapon

Brit részről egy óra alatt nem kevesebb, mint hat torpedó kilövését észlelték, ami alapján arra a téves következtetésre jutottak, hogy öt vagy hat német tengeralattjáró vett részt a harcban. Tyrwhitt 08:07-kor (07:07 GMT) fogta a Cressy segélykérését. A flottilla-vezérhajóként szolgáló Lowestoft könnyűcirkáló két oldalán 4-4 rombolóval szétbontakozva indult meg a Széles Tizennégyesek felé. 08:33-kor vételezték a Cressy koordinátákat megadó jelzéseit. Tyrwhitt a harc helyének elérése után 12:00-kor (11:00 GMT) az 1. rombolóflottillával keletnek, Terschelling szigetének irányába nyomult előre, hogy elkapja a feltételezése szerint erre távozó német tengeralattjáró-flottillát.
A keresés irányítását hamarosan átvette a tengeralattjáróknak a Fearless könnyűcirkálóval beérkező parancsnoka (Keyes sorhajókapitány). További erősítések beérkezése után ő már 17 rombolóval rendelkezett a feladathoz. A támogatásukra Jellicoe tengernagy, a Grand Fleet parancsnoka az északi-tengeri blokádban részt vevő 2. cirkálórajt irányította délre támogatásul, de a friss tapasztalatok alapján az admiralitás hamar visszavonta ezt a parancsot. A támadók után kutató brit kötelékek estig nem észleltek tengeralattjárót, ezért ekkor visszatértek a támaszpontjaikra.

### AzU 9további útja

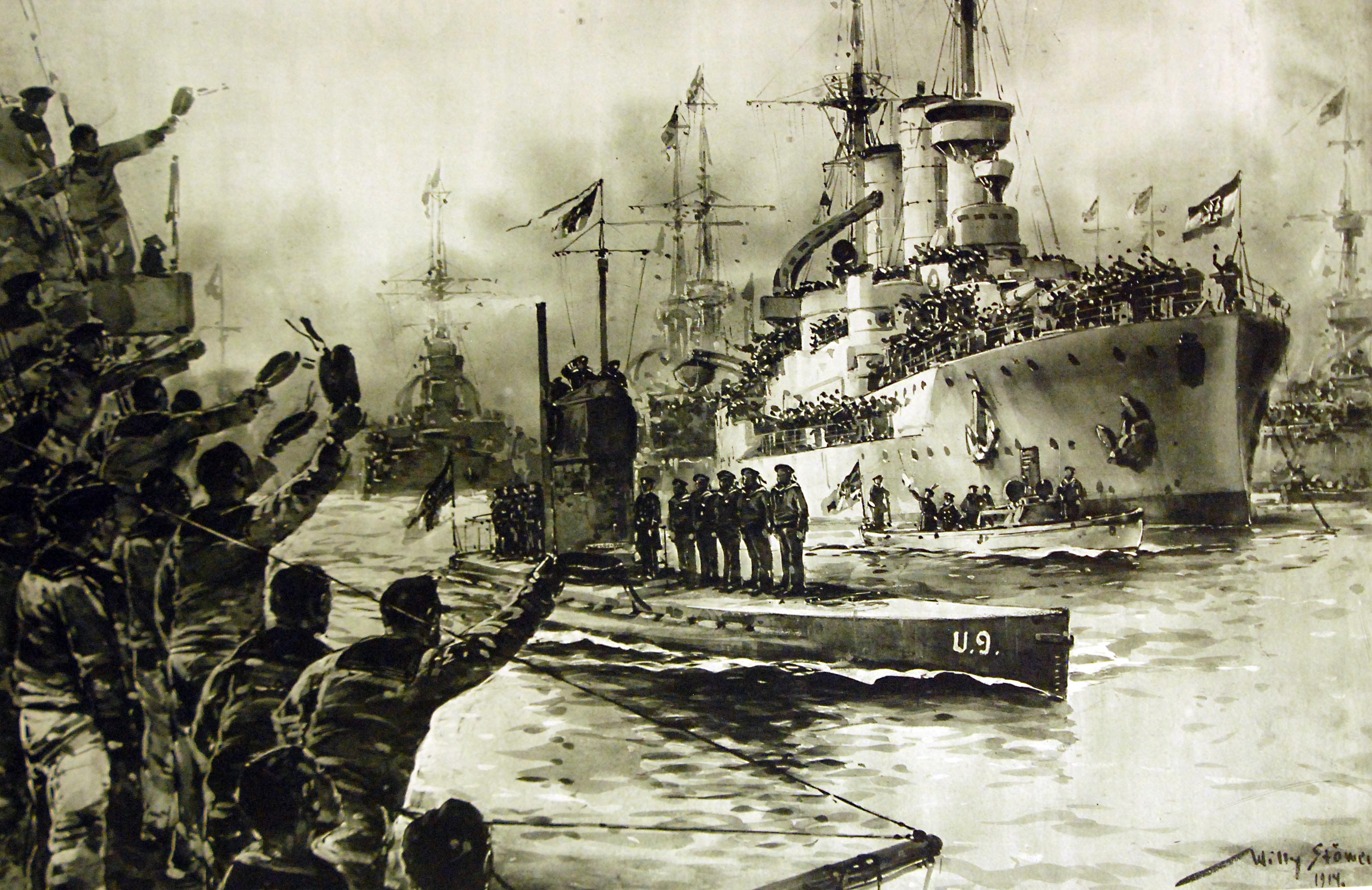
A visszatérő U 9 fogadtatása Wilhelmshavenben Willy Stöwer alkotásán

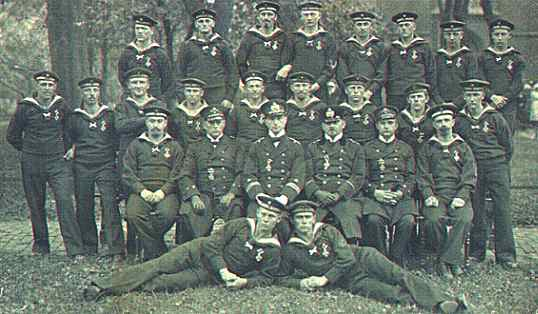
Az U 9 frissen kitüntetett legénysége
(az ülő sorban balról a harmadik Weddigen)

Weddigen, miután rést ütött a brit blokádon a La Manche felé, a torpedói elhasználása miatt nem folytathatta az útját a csapatszállítmányok megzavarására, ami a küldetésének eredeti célja lett volna. Más tengeralattjárók sem voltak a közelben, melyek torpedókat adhattak volna át neki, emiatt már 08:50-kor a hazatérés mellett döntött, és északi irányt vett fel. Weddigen 16:00-kor a tiszta időben bal oldalon elől brit rombolókat észlelt, melyek meglátása szerint nyilvánvalóan azt a feladatot kapták, hogy elfogják a tengeralattjáróját. Alámerüléssel tért ki előlük, majd 07:20-kor a terschellingi világítótorony közelében ismét észlelt egy brit rombolót, ekkor 15 m mélységig merülve északi irányba tért ki. 23:30-kor a tengeralattjáróját a 30 m mély tengerfenékre ültette, hogy spóroljon az árammal és a legénységének is pihenőt biztosítson. Másnap reggel, szeptember 23-án 05:00-kor 10 méteres mélységig emelkedett és megvárta, míg a hajnali fényben egyértelműen megállapítható lett, hogy nincs ellenséges hajó a láthatáron. Csak ezután folytatta az útját a felszínen Helgoland felé és egy órával később az Ems folyó torkolatánál őrszolgálatot teljesítő Hamburg cirkálónak a következő üzenetet küldte:
„Az U 9 szeptember 22-én de. 6 és 9 óra között a 117 α négyzetben, pótszám 6, három angol hadihajót, vélhetőleg a III. páncéloscirkáló-raj páncélos cirkálóit, hat torpedóval a tengerfenékbe fúrta.”
Weddigen a cirkálórajt tévesen azonosította, mivel azok nem a valamivel újabb építésű, de a Cressy-osztályhoz erősen hasonlító Devonshire-osztályú páncélos cirkálókból álló 3. cirkálórajhoz tartoztak, hanem a 7. cirkálórajhoz. A német hatóságok először ennek az üzenetnek a révén szereztek bizonyosságot azon szóbeszédek felől, amelyeket az előző este kikötő Flora és Titan gőzösök fedélzetéről partra tett brit túlélők felbukkanása után járta be a holland partvidéket és amit éjfél körül a brit Reuters hírügynökség már megerősített. Az U 9 szeptember 24-én érkezett meg Wilhelmshavenbe az ott állomásozó hadihajók legénységeinek lelkes hurrá-kiáltásai által fogadva. Az U 9 Németországban hősként ünnepelt legénységének teljes névsorát leközölte a sajtó. Weddigent Vilmos császár személyesen tüntette ki az első osztályú Vaskereszttel, míg az U 9 legénységének minden tagja a másodosztályú Vaskeresztet kapta meg. A német parancsnok jelentésében a következőket írta a brit cirkálók elleni támadásról:

„A támadást a három cirkálóra egymás után indítottam meg a mellékelt vázlat szerint, éspedig:
1. De. 7:20 óra. II. cső. Szög 0° a középen álló cirkálóhoz. Lőtávolság: 500 m. Becsült sebesség: 10 csomó. Metszési szög 90°. Találat. A hajó pár perc után erősen megdőlt és átfordult, miközben a következő cirkáló elleni támadáshoz történt a felkészülés.
2. De. 7:55 óra. Dupla lövés az I. és II. csőből, öt másodperces különbséggel, 0° a keleti szárnyon lévő cirkálóra, amelyik a bajba jutott hajó segítségére érkezett és mentőcsónakokat engedett le. A hajó csaknem teljesen mozdulatlan volt. A cél elosztása a tengeralattjáró elfordításával történt. Kilövési távolság mintegy 350 m. Metszési szög 70°. Két találat. A hajó oldalára dőlt és megfigyelés nélkül elsüllyedt, miközben a következő hajó megközelítéséhez történt a felkészülés.
3. De. 8:20 óra. Dupla lövés a III. és IV. csőből, 180°-os szögben az utolsó cirkálóhoz (nyugati szárnyon lévő hajó), amelyik a közelben állt meg és amelyik úgy tűnt, szintén részt vesz a mentésben. A hajó csaknem teljesen mozdulatlanul állt. Kilövési távolság mintegy 1000 m. Öt másodperces intervallummal a közepére lettek kilőve. A tengeralattjárón csak egy, a nagy távolság ellenére nagyon heves detonáció volt érezhető. Lőszerraktár! Azt sem lehet kizárni, hogy a második torpedó az első detonációja által szintén felrobbant. A periszkópon át a célponton elért hatás egy különösen nagy robbanás okozta füstfelhő révén volt felismerhető. A periszkóp első alkalommal való használatakor négy perc eltelte után a hajó megváltozott hosszanti helyzetét [Trimmlage] lehetett megállapítani, de az oldalra dőlésének mértékét nem a tőle való oldalt helyezkedés miatt. Hogy biztosra menjek, a megmaradt utolsó, 6. torpedó kilövése mellett döntöttem a mozdulatlan, bajba került hajóra.
4. De. 8:35 óra. I. cső, szög 0°. Kilövési távolság 500 m. Találat. Az öt perccel későbbi első megfigyeléskor a hajó 45°-kal volt megdőlve és, ahogy azt a távolodó tengeralattjáróról jól meg lehetett figyelni, egyre inkább az oldalára dőlt, majd átfordulva a gerincét mutatta felfelé és végül teljesen eltűnt; ez mintegy 35 percig tartott. Hasonló módon történhetett az első két hajó elsüllyedése is.

Megjegyzés: A periszkóp csak alacsony sebességnél és csak akkor került alkalmazásra, ha ez feltétlenül szükséges volt. A vázlat adatai és a találatot szenvedett hajók megfigyelése emiatt nem pontosak teljes mértékben. Teli csónakok, - egyértelműen kivehető mindössze öt volt –, sodródtak az események után az ütközet helyszínén, láttam egy gőz- vagy motorbarkaszt is. Az „U 9” még 20 percig víz alatt haladt nagy sebességgel északi irányba, majd feljött a felszínre és hazaindult. A metszési szögek miatti kudarcot elkerülendő csak 0° és 180° mellett lettek torpedók kilőve. A siker azáltal lett teljessé, hogy nagy hajók egy tengeralattjáró által elért találattól bajba jutott társuknak a segítségére siettek és ezzel magukat is felkínálták [célpontnak]. A hajóknak, mindaddig míg torpedónaszádok vagy gőzhajók nem érkeznek a helyszínre, a segítségnyújtásban a motoros és evezős csónakok vízre tételére kellett volna szorítkozniuk, magukat azonban biztonságba kellett volna helyezniük. Bármiféle ellenlépés, ágyútűz, nem történt. Feltételezhető, hogy az ellenség általános megrökönyödésében egyszer sem vette észre a periszkópot és nem ismerte fel időben a tengeralattjáró jelenlétét.”

Három héttel később, 1914. október 15-én az U 9 a Hawke brit cirkálót süllyesztette el, ami után a Pour le Mérite-tel tüntették ki Weddigent. A személye és hőstettei körüli kultusz olyan nagy lett, hogy azt később csak a vadászpilóta Manfred von Richthofené tudta túlszárnyalni. Weddigen 1915. március 18-án veszítette életét, mikor az Orkney-szigetektől délre lévő Pentland Firth vizein új hajóját, az U 29-et legázolta a brit Dreadnought csatahajó. Az U 29 teljes legénységével együtt veszett oda.
Weddigen hírneve – ellentétben von Richthofenével – a háború után erősen megkopott és a haditengerészeti körökön kívül hamar feledésbe merült.

## Következmények

### Az események visszhangja

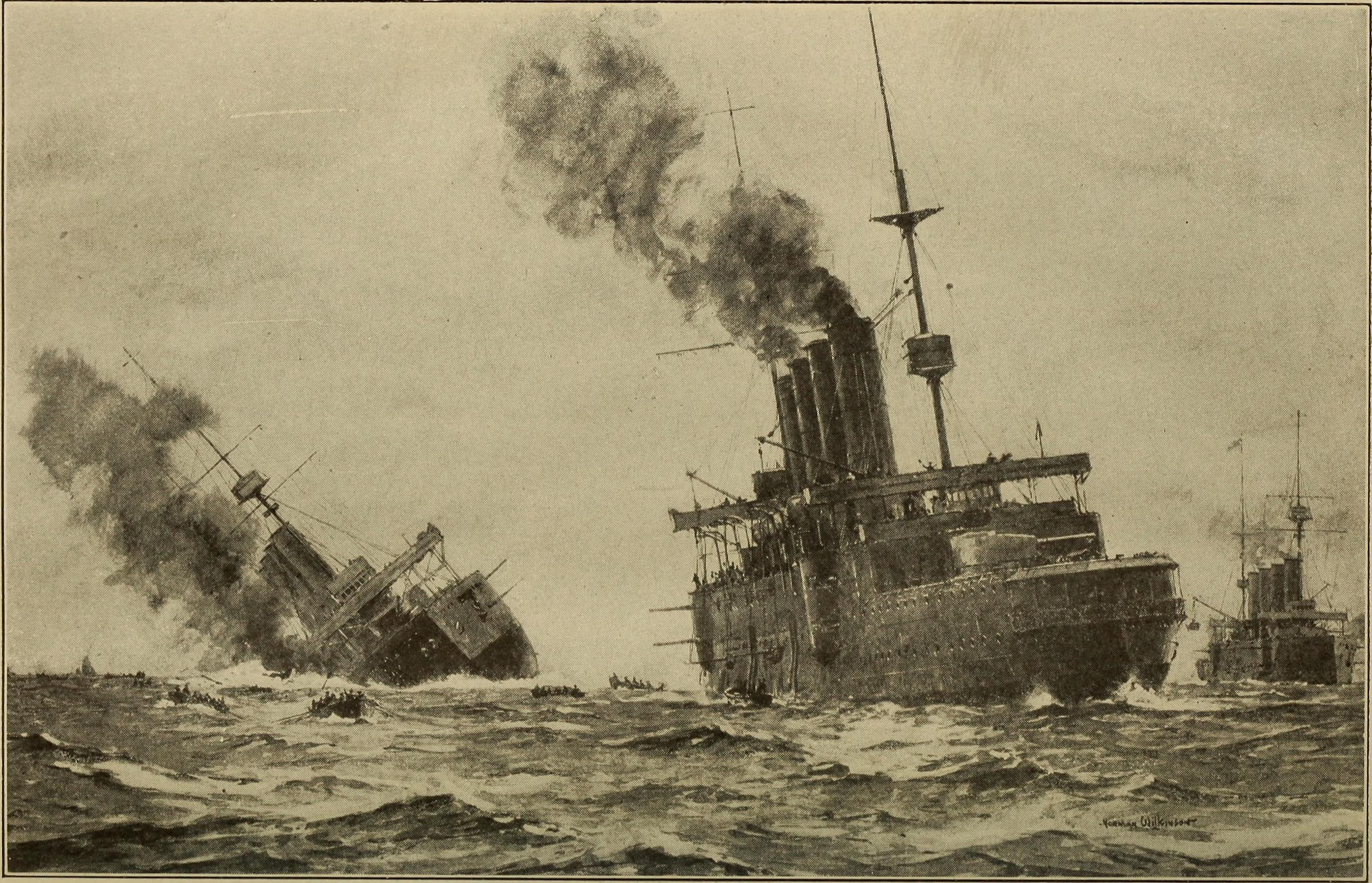
Az Aboukir süllyedőben

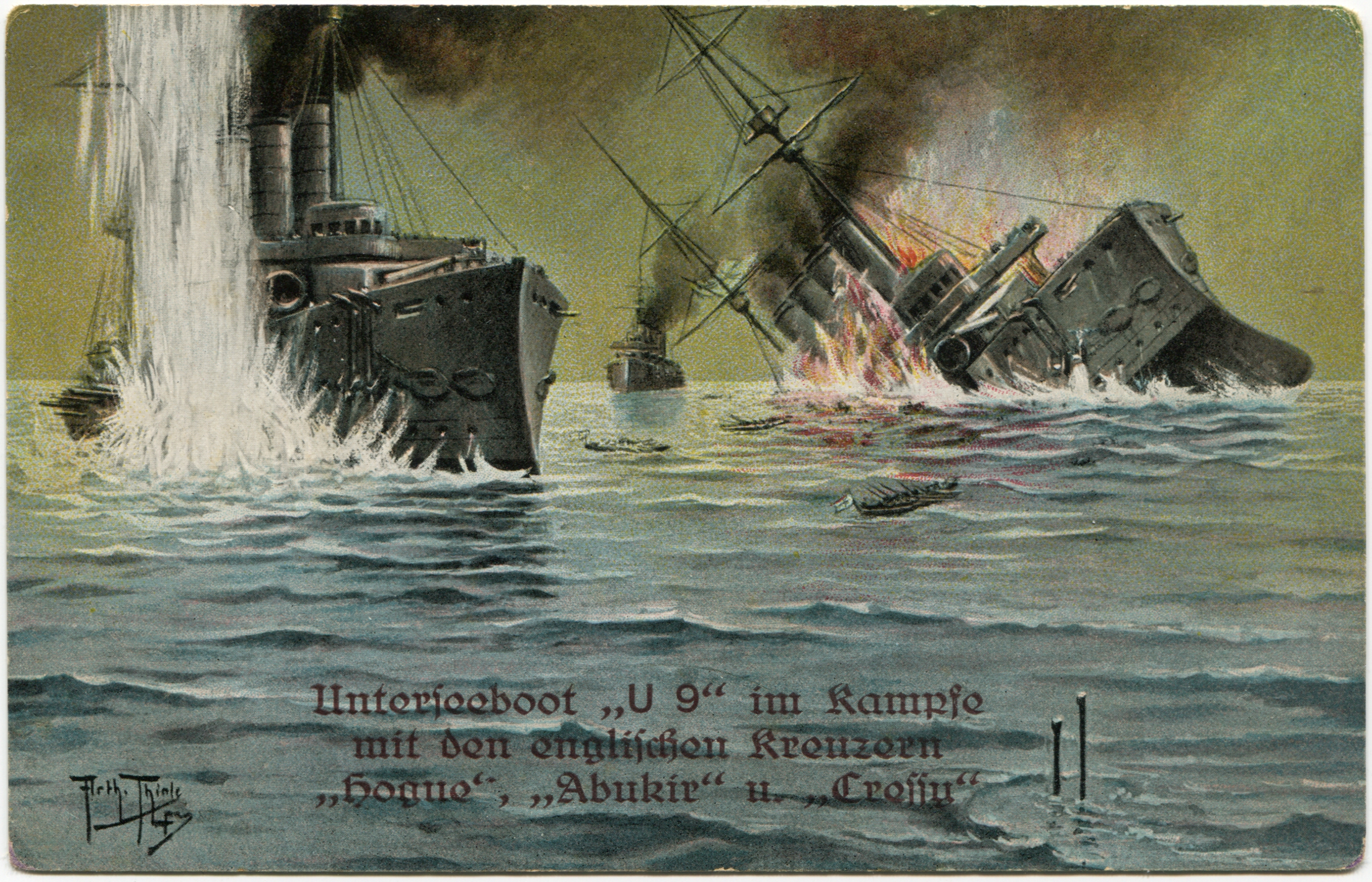
Az U 9 tengeralattjáró harcban a Hogue, Aboukir és Cressy cirkálókkal
(Arthur Thiele alkotása)

A katasztrófa megrengette a Királyi Haditengerészet hírnevét a brit közvélemény és a világ előtt. A brit flotta ezen a napon 90 perc alatt háromszor annyi embert veszített, mint Trafalgarnál, és jóval többet, mint egy hónappal korábban a németek a helgolandi csatában több brit flottilla és cirkálóraj bevetése által. „Weddigen nagy tettének” hatása óriási volt, még a semleges országokban is. A semleges államok sajtója is felidézte az admiralitás első lordjának (haditengerészeti miniszterének) Winston Churchillnek nem sokkal korábban Liverpoolban mondott szavait:
„Ha a német flotta nem áll ki harcolni, akkor kénytelenek leszünk azt kiásni, mint egy patkányt a lyukából.”
A lapok az U 9 haditettét erre adott gyors és rettentő válaszként értelmezték. Egy norvég tengernagy az esettel kapcsolatban így írt:
„Az angoloknak az Északi- és a Balti-tenger blokádjára épülő taktikája halálra van ítélve, mivel egyetlen német tengeralattjáró a teljes angol blokádvonalon áthatolva, 200 tmf távolságra a saját támaszpontjától egészen a [La Manche] csatornáig, az évszázadok óta Anglia által uralt vizekig el tudott jutni. Ami a tegnap tengerfenékbe fúrt cirkálókat elérte, az holnap elérheti az egész angol nyílttengeri flottát. Az Északi- és a Balti-tenger már nem a blokádoló angol páncélos monstrumok birtoka többé. Egy új idő, egy új harcmód érkezett el, ami nagy jelentőséggel bír a kis államok számára, mivel képesek ebből a nem túl drága és félelmetes tengeri fegyverből jelentős mennyiséget beszerezni.”
A mindössze 500 t vízkiszorítású és 28 fős legénységgel bíró U 9 egyetlen akciója során egy 36 000 t vízkiszorítással bíró páncélos hajórajt semmisített meg, melynek összesen 2265 főnyi legénységének alig több mint harmadát sikerült csak kimenteni. Ez olyan hihetetlennek hatott Nagy-Britanniában, hogy sokáig tényként kezelték, miszerint tengeralattjárók egy nagyobb csoportja vihette ezt csak végbe. Szeptember 25-én a Times például így írt:
„Az nagyon is ismert, hogy a német tengeralattjárók hat egységből álló flottillákba tömörülve dolgoznak össze. Ha az igaz, hogy mindössze egy – az „U 9” – tért csak vissza a kikötőbe, akkor számolhatunk azzal, hogy a többi odaveszett.”
Az angol sajtó ugyanakkor igyekezett a német sikert az által tompítani, hogy azt a nemzetközi jog megsértésével magyarázta. A Daily Chronicle szeptember 24-én azt állította, hogy az állítólagos tengeralattjáró-flottillát holland zászló alatt közlekedő hajók kísérték, melyeknek felderítési és kémkedési feladataik voltak, és nem tettek semmiféle erőfeszítést a fuldoklók kimentésére.
A német történetírás észrevétele szerint több más katonai vereséghez hasonlóan a brit sajtó ekkor is uszítani igyekezett minden angliai lakos ellen, akiket az ellenséggel való együttműködéssel vádoltak. Ennek megfelelően a Times magazin szeptember 23-ai számában a kudarcot a jól működő német hírszerzési tevékenység rendkívüli hatékonyságának tudta be és a hatóságok figyelmébe ajánlotta az angol keleti partok 50 tengeri mérföldes sávjában a gyanús személyek kiszűrését. Ahogy brit részről a német közleményeknek egyre inkább hitelt adtak, a brit sajtó hangneme is megváltozott. A Daily Chronicle például így méltatta Weddigent:
„Weddigen sorhajóhadnagy, aki az U 9-cel elsüllyesztette a három páncélos cirkálónkat, nagyon bátor és hozzáértő tisztnek bizonyult. Az angol haditengerészet nem kíván visszafogottnak mutatkozni a dícséretet illetően egy olyan bajtárssal szemben, aki a legutóbbi szerencsétlenségünket okozta. El kell ismernünk, hogy a német tengeralattjárók tisztjei képesek a rendelkezésükre álló gyenge haderőből a lehető legmagasabb teljesítményt kihozni. A német tengeralattjárók olyan valóságos veszélyt jelentenek számunkra, amivel számolnunk kell.”

### A brit vizsgálóbizottság eredményei
A három cirkáló elvesztésének okait felderítendő egy vizsgálóbizottságot állítottak fel, ami arra az eredményre jutott, hogy minden vezető beosztású tisztet terhelte valamekkora felelősség. Drummond kapitányt azért, mert nem alkalmazta a cikk-cakkban való haladást és mert elmulasztotta magához rendelni a rombolókat, ugyanakkor a vizsgálat kiemelte az ütközet alatt tanúsított magatartását.
Christian ellentengernagynak azt rótták fel, hogy nem tisztázta Drummond előtt, hogy fel van hatalmazva a rombolók kirendelésére. Christian a cikk-cakkban való haladást illetően azt állította, hogy személyes vezetése alatt jó időben 15-20 percenként változtattak a hajói irányt 4 vonással (45°), a tisztjeinek vallomásai alapján azonban ezt nem alkalmazták rendszeresen. Ezen felül a tengernagy azon állításával szemben is kétségek merültek fel, miszerint szándékában állt volna átszállni az Aboukirra, hogy a hajórajával maradhasson és ezt csak a rossz időjárás akadályozta volna meg. A szeptember 20-án hajnalban küldött két üzenete (lásd fent) alapján ezzel szemben úgy tűnt, hogy már korábban úgy határozott, a zászlóshajójával el fogja hagyni a köteléket és az Aboukirra fogja hagyni az egység vezetését. Ennek a részletnek a felelősség megállapításában amúgy nem volt szerepe, mivel nem volt kikötve, hogy egy zászlós tisztnek mindenképpen a hajórajjal kell tartania. Az ellentengernagyot mulasztásaiért megrovásban részesítették.
Campbell ellentengernagyot azért marasztalták el, amiért nem tartott a cirkálórajával és a vizsgálat során azt állította, nem tudja mi volt a neki kiadott parancs célja. A kritikák legnagyobb része az admiralitást érte, amiért a tengeren szolgálatot teljesítő magas rangú tisztek tanácsa ellenére is ragaszkodott egy olyan őrjárat fenntartásához, ami korlátolt előnyökkel járt, ugyanakkor veszélyesnek számított.
A cirkálók mentőakcióját az admiralitás később a következőképpen kommentálta:
„Az „Aboukir” süllyedése szokványos háborús eset volt, ami előfordul őrjáratok esetén; a „Hogue” és a „Cressy” azonban azért veszett oda, mert kitartottak az emberéletek mentése mellett és eközben könnyű célpontot nyújtottak. Az emberiesség természetes érzése ezáltal olyan súlyos veszteségeket okozott, melyek elkerülhetők lettek volna, ha szigorúan a katonai megfontolásokat követték volna. Ez a hiba azonban megbocsátható a modern hadviselés rendkívüli viszonyai mellett.”

### A tengeralattjárók megítélésének változása és hatása a tengeri háború menetére
A három páncélos cirkáló elvesztése után a londoni admiralitás jóval komolyabban kezelte a tengeralattjárók jelentette fenyegetést. Az események hatására a többi cirkálót visszavonták a járőrözési feladatokról és parancsba foglalták, miszerint csak romboló méretű hadihajók vehetnek részt hajótöröttek mentésében, az ettől nagyobb hadihajóknak ellenben folyamatosan mozgásban kell lenniük. A Grand Fleet állományába tartozó St. Vincent csatahajó fedélzetén ekkor sorhajókapitányi rangban szolgáló Dudley Pound (a későbbi első tengeri lord) szeptember 24-én a következőket jegyezte fel a naplójába:
|  | „Akármennyire is az emberéletek elvesztése miatt bánkódunk, azt senki nem tagadhatja, hogy hasznos figyelmeztetésként szolgált számunkra – már épp kezdtük úgy vélni, hogy a német tengeralattjáróknak nincs semmi hasznuk és az ébredésünknek előbb vagy utóbb be kellett következnie, ami megtörténhetett volna talán oly módon is, hogy a csatahajóflottánk egy része veszik oda.” |
|  | – Pound |

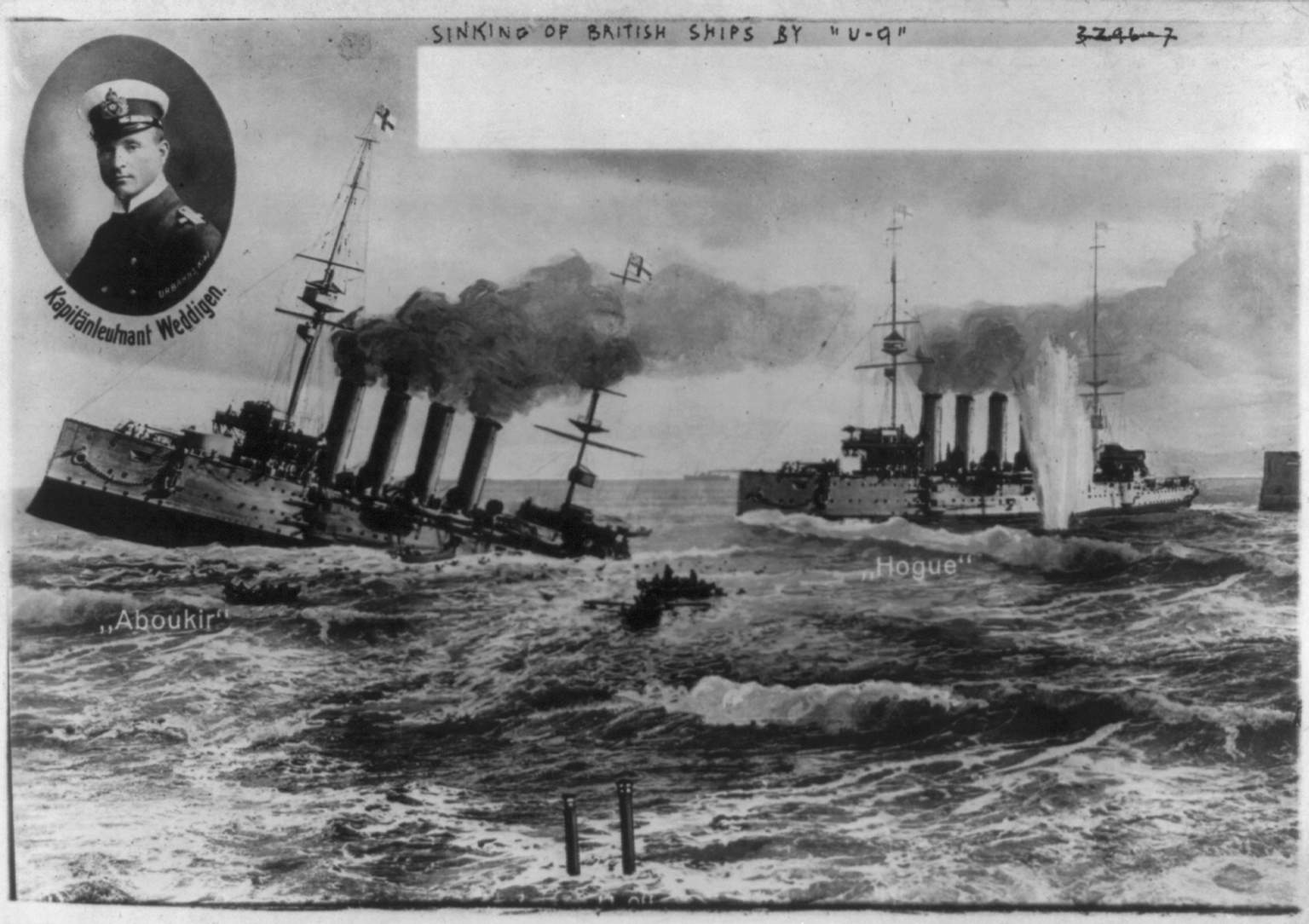
Német képeslap a cirkálók elsüllyesztéséről

Az események után a tengeralattjárók szerepét és használhatóságát a világ minden haditengerészeténél átértékelték. Egyesek túlzóan azt vizionálták, hogy az új harci eszköz helyettesítheti a többi hadihajót. A német értékelés szerint csak az eseményeket felületesen értékelők becsülték túl a tengeralattjárók harcban való alkalmazhatóságát. Valójában a sikert az U 9 régebbi építésű hajók ellen érte el, a modern hajókról feltételezhető volt, hogy jóval nagyobb ellenállóképességgel rendelkeznek. A tengeralattjáró alacsony sebessége és a fedélzetéről belátható szűk terület miatt nem lehetett egyenértékű a felszíni hajókkal és nem is pótolhatta ezeket. Weddigen akciója nyomán ugyanakkor a britek felhagytak azokkal a terveikkel, hogy a Csatorna Flotta (Channel Fleet) régebbi építésű csatahajóinak egy részét áthelyezzék északi-tengeri támaszpontokra és a régebbi építésű hajókat az Északi-tenger déli és középső részére egyáltalán nem engedték kifutni. A német értékelés szerint egy a La Manche irányába meginduló német támadást emiatt egyedül a Grand Fleet tudott volna veszélyeztetni, de ezt a taktikai sikerből eredő lehetőséget német oldalról elmulasztották stratégiailag kihasználni. Hasonló volt a brit értékelés is, mely megállapítása szerint a Harwich Force hetekre páncélos támogatás nélkül maradt, ami nagy gondot okozhatott volna, ha a németek ebbe az irányba intéznek támadást.

### Jellicoe tengernagy javaslata a tengeralattjárók elleni harcra
Az U 9 sikerének volt egy kevésbé ismert, de annál nagyobb hatással bíró következménye is. Az admiralitás a három cirkáló elvesztése után John Jellicoe tengernagyot, a Grand Fleet parancsnokát állásfoglalásra kérte. Jellicoe meglátása az volt, hogy a németek hasonló tengeralattjárókkal elért sikerek révén is igyekeznek majd a számbeli hátrányukat ledolgozni, ezért a közvélemény által is sürgetett ellencsapástól el kellene tekinteni és a páncélos hajókat inkább nem szabadna kitenni ilyen veszélyeknek. Ehelyett a brit flottának az ellenséges kereskedelem megfojtására és a német tengeralattjárók minden eszközzel való pusztítására kellene szorítkoznia. Utóbbihoz a legmegfelelőbb módnak halászhajóknak álcázott aknarakók által a német bázisok közelébe telepített aknamezőket látta. A német történetírás értékelése szerint ez a felvetés már csak azért is érdekes, mert épp Anglia (Nagy-Britannia) volt az, aki az ilyen jellegű hadműveletek jogellenességét hangoztatta. Annak ellenére, hogy német oldalról halászhajókat nem használtak a brit partok előtti vagy nyílt tengeri aknamezők létesítésére, ennek a gyanúnak Nagy-Britanniában – hivatalos jóváhagyással – hangot adtak és tényként kezelték. A német értékelés szerint ennek épp az volt az oka, hogy a brit flotta főparancsnoka a halászhajókkal való aknatelepítésre tett javaslatot, amit azzal lehetett a világ közvéleményével elfogadtatni, ha előzőleg az ellenséget vádolják meg hasonló eljárással.
Ezt a lépést úgy készítették elő, hogy október 1-től Kelet-Anglia összes kikötőjét bezárták a semleges halászhajók előtt és a nyílt tengeren is korlátozták a mozgásukat tiltott zónák kijelölésével. Minden a tiltott vizekre betérő semleges halászhajót előbb fel kellett szólítani a terület elhagyására, ismételt esetben pedig a halászhajót be kellett kísérni és cselekedetét a semlegességet megsértőnek kellett nyilvánítani.  Az eljárást „a tengeri hadviselés ősi szokásainak német oldalról való nyomatékos megvetésével” magyarázták. A brit eljárásról a világháború tengeri eseményeit az admiralitás megbízásából feldolgozó Julian Corbett is megállapította, hogy alaptalan jogtalanság volt.  A német történetírás itt felhívja a figyelmet arra, hogy német oldalról semmilyen módon nem adtak okot arra, hogy Nagy-Britannia elsőként háborús övezetekké nyilvánítson bizonyos területeket az Északi-tengeren és ezzel a fennálló nemzetközi jogot megsértse. A német meglátás szerint a brit hadvezetéstől távol állt, hogy a nemzetközi jog betartásával viseljen hadat – ezzel szemben a brit politika mindig is nagyon tudja, hogyan hencegjen a nemzetközi joggal, mikor a világ közvéleménye előtt jó színben akarja feltűntetni magát.

## Fordítás
- Ez a szócikk részben vagy egészben  az   Action of 22 September 1914 című angol Wikipédia-szócikk ezen változatának fordításán alapul.  Az eredeti cikk szerkesztőit annak laptörténete sorolja fel. Ez a jelzés csupán a megfogalmazás eredetét és a szerzői jogokat jelzi, nem szolgál a cikkben szereplő információk forrásmegjelöléseként.
- Ez a szócikk részben vagy egészben  a   Seegefecht am 22. September 1914 című német Wikipédia-szócikk ezen változatának fordításán alapul.  Az eredeti cikk szerkesztőit annak laptörténete sorolja fel. Ez a jelzés csupán a megfogalmazás eredetét és a szerzői jogokat jelzi, nem szolgál a cikkben szereplő információk forrásmegjelöléseként.